# Теудезинда
Теудезинда (на немски: Theudesinda, Theudesind, Theudesinde, 677 – ?) e принцеса и херцогиня.

## Биография
Тя е дъщеря на Радбод, краля на Фризия (679 – 719).
През 711 г. се омъжва за херцог Гримоалд Млади, майордом на Неустрия (695 – 714), най-малкият син на Пипин Ерсталски (Пипин II Средни) и Плектруда и полубрат на Карл Мартел. Така тя става херцогиня на Бургундия и Шампания.
Бракът остава бездетен. Гримоалд си взима конкубина и има с нея син син Теобоалд (* 708; † 715), който е определен през 714 г. още като дете от дядо му Пипин II за майордом на франките.